# Rio Ulúa
Le fleuve Ulúa (espagnol: Río Ulúa) est un fleuve dans l'ouest du Honduras. Il prend sa source dans la région montagneuse au centre du pays, près de La Paz et coule sur environ 240 kilomètres vers le nord puis vers l'est pour se jeter dans le Golfe du Honduras. En route, il est rejoint par les rivières Suiaco, Otoro et Chamelecon où elles constituent la plaine alluviale de Sula (en), là où se trouvent plusieurs des plus grandes villes du Honduras.